# Faizabad (Afghanistan)
Faizabad (auch Feyzabad, Fayz Abad; persisch فیض‌آباد, DMG Fayż-Ābād) ist die Hauptstadt der Provinz Badachschan. Faizabad liegt relativ zentral in der nördlichen Hälfte des zum afghanischen Kernland gehörenden Teils der Provinz Badachschan.

## Geografie
Faizabad liegt auf einer Höhe von etwa 1200 m; die Berge der näheren Umgebung sind mit einer Höhe von bis zu 2000 m noch etwa 800 m höher. Der Fluss Koktscha durchfließt und teilt das Stadtgebiet; nördlich des Flusses liegt die Altstadt, südlich die Neustadt.

## Geschichte
Badakhshan, das einst zum hellenistischen Königreich Bactria/Baktrien gehörte, wurde 1657 ein usbekisches, unabhängiges Fürstentum. 1822 bis 1859 war es Kunduz tributpflichtig, danach wurde es Teil Afghanistans und blieb es, von einigen Unterbrechungen abgesehen. Die Grenzen dieser Provinz wurden im Anglo-Russischen Agreement von 1873 festgelegt. 1895 wurde der Fluss Pjandsch als Teil der Grenze zwischen dem afghanischen und russischen Badakhshan festgelegt.
Nach dem Einmarsch der Russen wurde Faizabad 1980 von sowjetischen Truppen besetzt und sowjetische Garnisonsstadt.
Im Rahmen der Bürgerkriege nach dem Abzug der Russen war Faizabad von 1996 bis 2001 Regierungssitz der international anerkannten Rabbani-Regierung, nach deren Flucht vor den Taliban aus Kabul. Die Region um Faizabad war zu der Zeit nie von den Taliban besetzt.
Seit dem Sommer 2004 wurde im Rahmen der International Security Assistance Force ISAF in Faizabad ein PRT (Provincial Reconstruction Team) durch die deutsche Bundeswehr mit der Unterstützung mongolischer Streitkräfte betrieben. Die Leitung des PRTs wurde Ende 2011 an die afghanischen Behörden übergeben.
Am 11. August 2021 wurde die Stadt von den Taliban erobert.
Siehe auch: Geschichte Afghanistans

## Ethnien und Religionen
Vorherrschende Ethnien sind Tadschiken und Usbeken. Daneben gibt es noch wenige Paschtunen und Turkmenen.
Religion ist der Islam, an Glaubensrichtungen sind mehrheitlich Sunniten, aber auch Schiiten und Ismailiten vertreten. Vorherrschende Sprache ist Dari (Persisch).

## Wirtschaft
Ungeachtet ihrer reichen Vorkommen an Bodenschätzen ist die Provinz Badakhshan die ärmste Afghanistans mit einer durchschnittlichen Lebenserwartung von 47 Jahren. Lediglich hinsichtlich des Mohnanbaus nimmt sie den ersten Platz ein. Hier gibt es die weltweit größten Vorkommen des Halbedelsteins Lapislazuli, der seit 3000 Jahren abgebaut wird. Des Weiteren liegen hier Minen, in denen Rubine, Smaragde, Amethyste und Gold gefördert werden. In den Bergen jagt man Bergziegen und die berühmten Pamir-Argali (Marco-Polo-Wildschafe). Zudem wird auch Landwirtschaft sowie Viehzucht (Schaf, Ziegen, Pferde) betrieben und traditionell werden Mohn und Cannabis angebaut.
Die Märkte der Stadt bieten eine überraschende Vielfalt mit einem Warenangebot von Grundnahrungsmitteln bis hin zu Unterhaltungselektronik und Schmuck. Die Preise für auf dem Landweg in die Stadt gebrachte Güter liegen im Schnitt etwas über den Preisen in Kunduz, vermutlich wegen der Transportkosten. Gleiches gilt z. B. für Baumaterialien.

### Verkehr

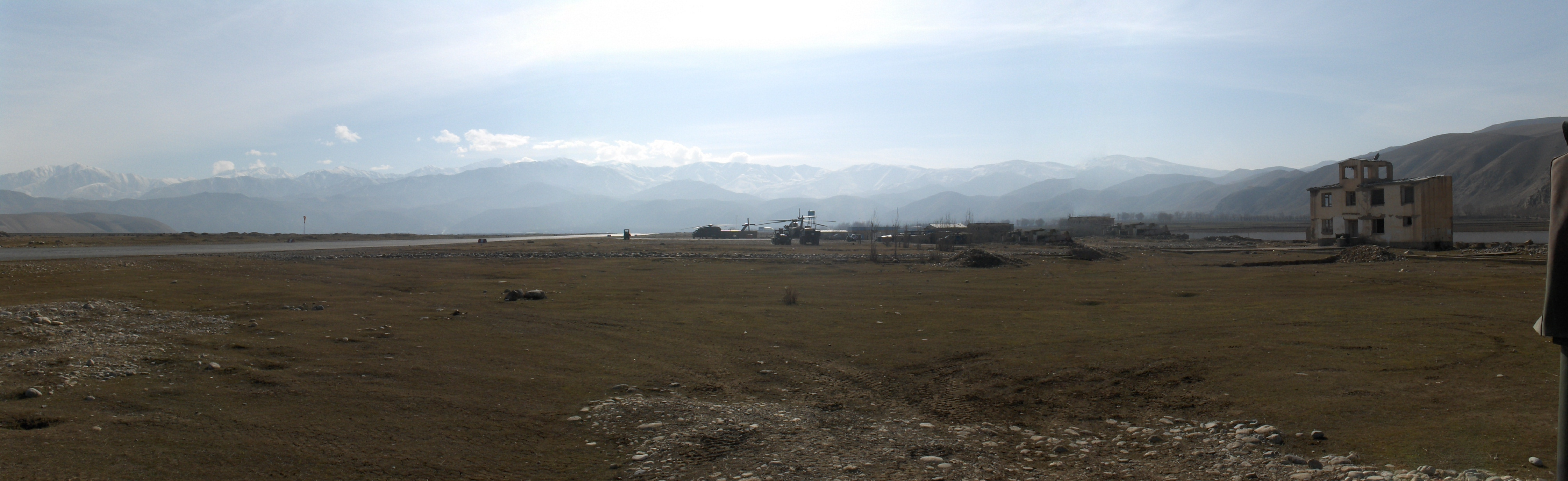
"Feyzabad International Airport"

Von Faizabad führt eine wichtige Straße Richtung Westen nach Kunduz. Über den Chenar-e-Gonjeshkan-Pass (1600 m) stellt sie die Hauptanbindung an den Rest Afghanistans dar. Die Fahrt nach Kunduz (über Talokhan) dauert bei 260 km Fahrtstrecke mindestens 12 Stunden, witterungsbedingt ist die Strecke zeitweise nicht passierbar. Nach Osten führt die Straße weiter in den Wakhan-Korridor Richtung Volksrepublik China. Inzwischen (Mitte 2010) ist eine neue, durchgehend asphaltierte Straße fast fertiggestellt, so dass sich die Fahrzeit auf etwa ein Drittel reduziert (ca. 4–4½ Std.)
Es besteht seit Anfang 2010 kein kommerzieller Flugverkehr mehr von und zum Flugplatz Faizabad, der westlich der Stadt liegt.
Hauptverkehrswege in der Stadt sind jeweils eine Straße am Süd- und Nordufer des Flusses, die auch von LKW unter Umgehung der Innenstadt befahren werden können. Die Innenstadt selber ist mit Geländewagen nur teilweise befahrbar. Ein Übergang des Kookcha ist an insgesamt drei Stellen möglich.
Die staatliche Busfirma Millie-Bus (übersetzt „Volksbus“) betreibt eine Bus-Ringlinie, die Alt- und Neustadt miteinander verbindet. Verkehrsknotenpunkt ist der zentrale Marktplatz am Polizeipräsidium, wo sich auch Taxistände befinden.

## Öffentliche Einrichtungen

### Staatliche Einrichtungen

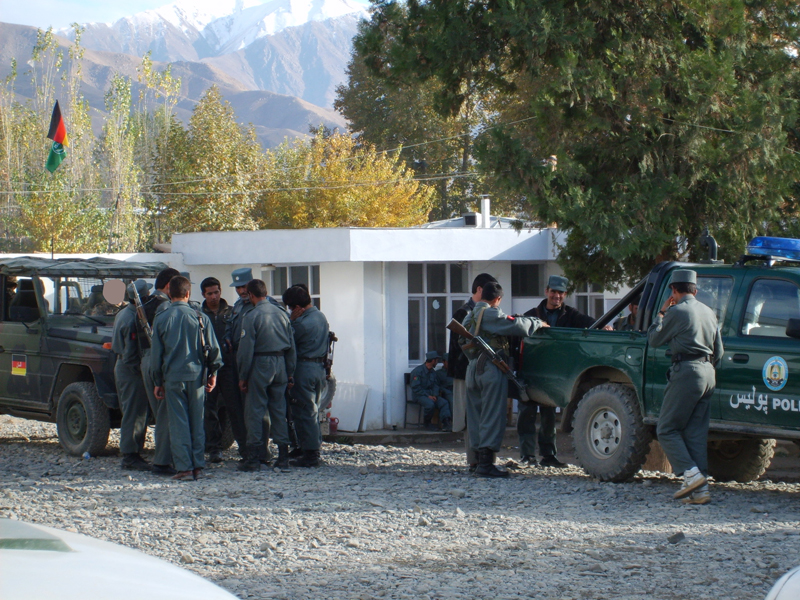
Polizeistation in Faizabad

- Provinzkrankenhaus Faizabad mit Allgemeinkrankenhaus, Frauenkrankenhaus, Malaria- und Leishmaniosezentrum sowie Krankenpflegeschule
- Polizeipräsidium

## Siehe auch

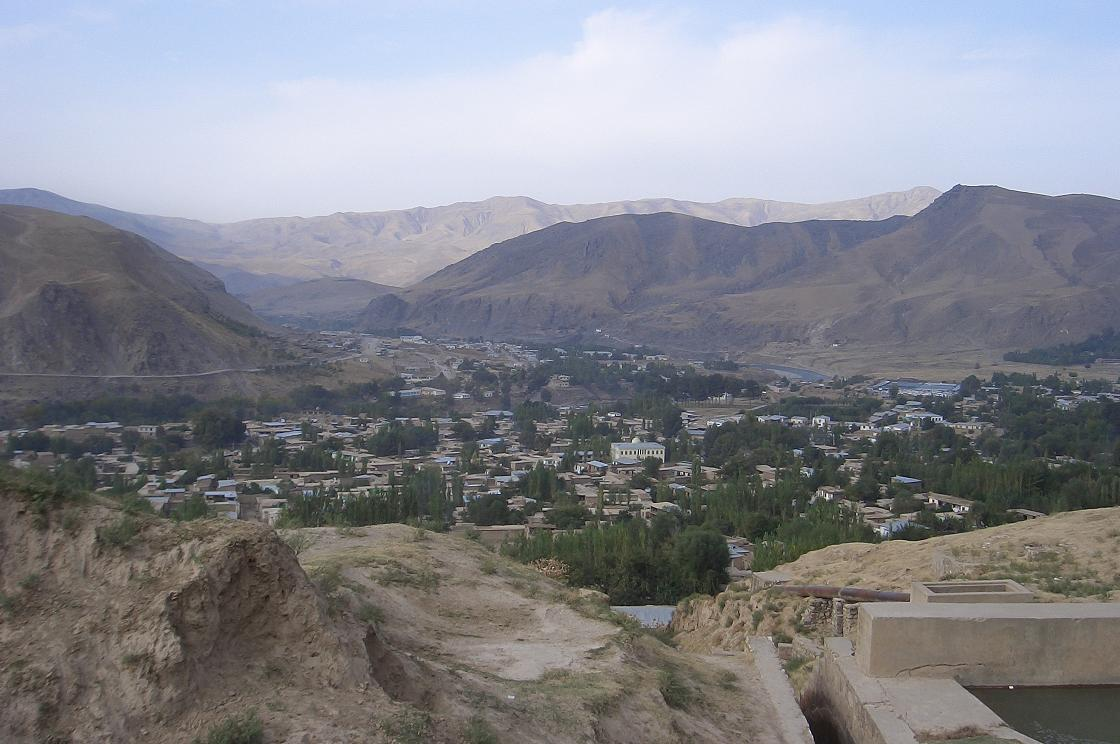
Blick von Nordosten auf die Altstadt

### Bildungseinrichtungen
- mehrere Grund- und Mittelschulen

### Freizeit- und Sportanlagen
- Buzkashi-Feld in der Neustadt

## Klima
Faizabad liegt nördlich des Hindukusch und bietet einen Mix aus Kontinental- und Hochgebirgsklima.
Die mittlere Tagestemperatur beträgt im Winter um 0 °C, im Sommer um 25 °C. Es kann im Winter in Einzelfällen bis zu −20 °C kalt, im Sommer aber auch fast 55 °C warm werden.
Den meisten Niederschlag gibt es in den Monaten Januar und April (30 mm bis 60 mm), den wenigsten zwischen Juni und Oktober (bis zu 5 mm). Im Schnitt fallen im Jahr 270 mm.
In der Zeit von März bis Oktober ist Faizabad Malariagebiet.

## Söhne und Töchter der Stadt
- Burhanuddin Rabbani (1940–2011) war der politische Führer der Nordallianz in Afghanistan

## Organisationen
Nichtregierungsorganisationen (NGOs) und Internationale Organisationen (IOs) sind im Vergleich zu den anderen Provinzen eher spärlich vertreten. Dazu gehören:
- IKRK
- UNO/WFP/UNAMA/UNICEF
- Concern
- Aga Khan Foundation
- Mission East
- Shelter for life
- Health net international
- Médecins Sans Frontières – seit 2004 nicht mehr
- Red Crescent
- Swedish Committee Afghanistan (SCA)
- Norwegian Committee for Afghanistan (NAC)

Staatliche Hilfsorganisationen (GOs) in Faizabad:
- USAID (seit Anfang 2005)
- Deutsche Gesellschaft für Internationale Zusammenarbeit – GIZ (seit Mitte 2005. Vor 2011 als Deutsche Gesellschaft für Technische Zusammenarbeit)